# چهاربنیچه
چهاربنیچه طایفه ای از طوایف ایل اورک باب دیناران شاخه هفت لنگ بختیاری می باشد.چهاربنیچه از لحاظ جمعیت و وسعت اراضی مسکونی بزرگترین تیره طایفه اورک و تمامی ایل بختیاری است.طبق جستارهای وابسته و بدون منبع جمعیت چهاربنیچه بیش از چهل هزار نفر تخمین زده شده.در فرهنگ لغت بنیچه به معنای ریشه و چهاربنیچه به معنای گرفته شده از چهار ریشه وابسته به هم می باشد.چهاربنیچه از پر جمعیت ترین طایفه اورک می باشد و به پاس حضور فعال و ارزشمند آنها در امور اجتماعی و فرهنگی در سطح منطقه،ایل اورک به آن می بالد و مایه سرافرازی اقوام بختیاری می باشد.طایفه چهاربنیچه از چهار شاخه تشکیل شده است. این تیره دارای بیش از نام ۶۰ خانوادگی می باشد که نام خانوادگی اصلی آنها کیانی است که غیره انشعابی از آنند.

## مناطق سکونت
گستردگی جغرافیایی مردم چهاربنیچه شامل: آبسرده ، ارجل ، دره توت ، نوترکی ، کری ، لیرابی ، اردل ، شهرکرد ، فرخشهر ، مینادشت ، فولادشهر ، زرین شهر ، اصفهان ، شاهین شهر ، تهران ، دهدز ، مورد ، مرغاب ، احمد آباد ، کل خواجه ، گرمت ، جفتان ، دره جهود ، دره خصی ، بلداجی ، خانمیرزا ، باغ حیران ، ایذه ، اشکفت بامیر ، باغ انار ، اکبر آباد ، باغملک ، هفتکل ، سرتنگ محمود ، عزیزآباد ، بازفت ، کاوند ، رامهرمز ، ایذه ، آبادان ، مسجدسلیمان ، ماهشهر ، گناوه ، بوشهر ، دلوار ، بندر ریگ ، عسلویه ، بندرعباس ، قشم ، کویت ، آلمان و آمریکا می شود.همچنین چند خانوار از چهاربنیچه در طایفه سعید و در طایفه منجزی سکونت دارند.

کلخواجه یکی از روستاهای گرمسیری چهاربنیچه نشین کوه کیان و بزرگترین آنها است.ساکنان آن اغلب از تش کی کلبعلی و از خوانین چهاربنیچه و بختیاری هستند نام خانوادگی بیشتر آنها: کیانی، کیانی کری، کیانپور،آذرنیا،کهانی،کهیانی،اتش پرور،اتش افزون و... است.کلخواجه از طرفی به گرمت از طرفی به مرغاب و از طرفی به کوکیا و اراضی کشاورزی تیره قلعه سردی راه دارد.کوشک آعلیار و چهار فرزند که به ثبت میراث فرهنگی هم رسیده است از جاذبه های گردشگری آن روستا است که مرقد آعلیار کیان پور چهاربنیچه یکی از بزرگترین کلانتران ایل بختیاری و چهار فرزندش است .همچنین چشمه تلخ آب کلخواجه در جهت شمال شرقی این روستا واقع شده است.طبق گفته اهالی گنجی به عظمت گنج قارون در این روستا واقع است.
آبسرده روستایی ازتوابع استان چهارمحال و بختیاری با ۱۹۰۰متر ارتفاع از سطح دریا و جمعیتی بالغ بر 800نفر در شهرستان اردل، دهستان دیناران و منطقه ی چهاربنیچه واقع شده.آبسرده از اطراف به روستا های چهاربنیچه نشین لیرابی، کری، ارجل و نوترکی ختم می شود و هم جوار با تنگ محلب و رشته کوه گره، کوه کرجمک و کوه گردکان می باشد.آبسرده از دو بخش شوران و شهرک تشکیل شده.نام روستا از چشمه گوارای آب بسیار سردی که از وسط روستا می گذرد برگرفته شده است.ساکنین روستا از طایفهچهاربنیچه و تش فلامرزی بوده، نشان خانوادگی ساکنین اکثرا کیانی و کهیانی می باشد.
گرمت یکی از روستاهای گرمسیری چهاربنیچه نشین کوه کیان است که ساکنان آن تماماً از تش کی کریمی و اولاد مقصود می باشند که نام خانوادگی بیشتر آنها :کیانی گرمتی،کیانی دسفاردی،کیانیان می باشد.گرمت از یک سو به دریاچه کارون ۳ و از سوی دیگر به روستاهای کل خواجه ،دره جهود ،مرغاب و ده مورد راه دارد که فاصله گرمت تا کل خواجه حدود ۵۰۰ متر است .مرقد امامزاده زین العابدین در قبرستان این روستا واقع شده است و چشمه آب تلخ گرمت نیز در کناره آن پیر واقع است.روستای گرمت تاریخ چند هزار ساله دارد که از سنگ قبر های گورستان آن هویدا است؛برخی وجه تسمی آن را به دودمان قرمطیان یا گرمتیان منسوب میکنند.اهالی آن مهاجرت کرده و ساکنان فعلی گرمت حدود ۱۰ خانوار هستند که بیشتر آنها به ایذه، دهدز ، اردل، شاهین شهر ،گناوه و تهران کوچ کرده اند
کری چهاربنیچه، روستایی از توابع دهستان دیناران، شهرستان اردل در استان چهارمحال و بختیاری است. بنیچه به معنای ریشه است و چهار بنیچه یعنی گرفته شده از چهار ریشه. منطقهٔ کری چهار بنیچه نام چهار طایفه وابسته به هم در چهار روستای نزدیک به هم است. روستاهای لیرابی، نوترکی، ده کری، آبسرده ،اَرجُل و دره توت از روستاهای وابسته به منطقهٔ چهاربنیچه هستند.
روستای نوترکی قدیم یکی از روستا های سردسیر چهاربنیجه.این روستا در شهرستان اردل, دهستان دیناران قرار دارد. نوترکی به گفته ی ساکنین بمعنای روستای ترک شده ای که بعد از مدتی مجدد وارد آن شده اند می باشد.ساکنان این روستا از تش کلبعلی لالی هستند.در حال حاضر ساکنین روستا عده ی اندکی مهاجرت به شهر کرده و باقی در شهرک نوترکی نو ساکن شده اند.
روستای اشگفت بابامیر. در 35کیلومتری جاده ایذه باغملک قرار دارد. در گفتگوی بومیان منطقه اشگفت بامیر تلفظ می شود.این روستا متعلق به مردم چهاربنیچه می باشد که در گذشته یکی از مکان های گرمسیری آنها بودِ و هم اکنون اکثر ساکنین آن اسکان دائم یافته اند.در دامنهِ کوه نزدیک روستاغار(اشگفت)بزرگی قرار دارد که گنجایش صدها راس دام را دارد و مورد استفاده دامداران روستا می باشد
اکبرآباد سکونتگاه گرمسیری چهاربنیچه واقع در استان خوزستان منطقه رمه چر شهرستان ایذه.

## تقسیمات تیره
شاخه های این تیره عبارتند از:
1-شاخه کلبعلی لالی و آن به یازده اولاد منشعب شده:
الف: اولاد عسکر
ب: اولاد حسن جافر
ج: اولاد حسین شوسی
د: اولاد اسمی و اولاد احسه
هـ: اولاد گرگعلی
ی: اولاد عالیشه
2-شاخه فرامرزی که پنج اولاد تشکیل شده:
الف: اولاد عبدالله
ب: اولاد محمد
ج: اولاد حسن هاشم
د: اولاد عزیز و اولاد میر شکال
شهید علی کیانی فرزند عیدی از اولاد عبدالله می باشد.
3-تش کی کریمی که به سه شاخه تقسیم می شود:
الف: اولاد محمد باندر
ب: اولاد مقصود
د: اولاد کی علیجان
ج: اولاد عبده
شهید غلامرضا کیانی ، شهید داود کیانی ، شهید کیانی فرزند علیرضا و شهید محمدرضا پور کیان از شاخه کی کریمی بودند.
4-شاخه میر که به چهار اولاد انشعاب پیدا کرده عبارتند از:
الف: اولاد میر علیرضا
ب: اولاد میر حیدر
ج: اولاد میر خسرو
د: اولاد میر تاجدین
شهید میر الهی فرزند اسماعیل و شهید موسی هاشمی از شاخه های میر می باشند.
طایفه چهاربنیچه با توجه به گستردگی و جمعیت زیاد از زمان ایلخانی به صورت دو کدخدایی اداره می شده.در زمان پهلوی آخرین کدخدایان طایفه چهاربنیچه زنده یاد مش قباد کیانی و زنده یاد ملا ناصر کیانی عهده دار کرا میران و کییان بودند.لازم به ذکر است